# Seattle Post-Intelligencer
El Seattle Post-Intelligencer (conocido popularmente como Seattle P-I, Post-Intelligencer o simplemente P-I) es un periódico en línea y antiguo periódico impreso con sede en Seattle, Washington, Estados Unidos.
El periódico fue fundado en 1863 como el semanario Seattle Gazette y posteriormente se publicó diariamente en formato de gran formato. Durante mucho tiempo fue uno de los dos diarios de la ciudad, junto con The Seattle Times, hasta que se convirtió en una publicación únicamente en línea el 18 de marzo de 2009.

## Historia
J. R. Watson fundó el Seattle Gazette, el primer periódico de Seattle, el 10 de diciembre de 1863. El periódico fracasó después de unos años y el nuevo propietario Sam Maxwell lo rebautizó como Weekly Intelligencer en 1867.
En 1878, después de publicar el Intelligencer como diario matutino, el impresor Thaddeus Hanford compró el Daily Intelligencer por 8000 dólares. Hanford también adquirió el diario Puget Sound Dispatch de Beriah Brown y el semanario Pacific Tribune y dobló ambos periódicos en el Intelligencer. En 1881, el Intelligencer se fusionó con el Seattle Post. Los nombres se combinaron para formar el nombre actual.
En 1886, el empresario de Indiana Leigh S. J. Hunt llegó a Seattle y compró el Seattle Post-Intelligencer, que poseía y publicaba hasta que se vio obligado a vender durante el pánico de 1893. En este punto, el periódico fue adquirido por el abogado y promotor inmobiliario James D. Hoge, bajo quien era representativo del punto de vista del establishment. Era el periódico predominante del estado. La circulación aumentó considerablemente con la cobertura de la fiebre del oro de Klondike en 1897. Hoge, que estaba involucrado en otros negocios, buscó un comprador y lo vendió en 1899. El periódico fue adquirido con la ayuda de James J. Hill por John L. Wilson, quien había iniciado por primera vez la Oficina de Información de Seattle Klondike. El periódico fue adquirido por Hearst en 1921.
La circulación fue de 31 000 ejemplares en 1911. En 1912, el editor Eric W. Allen dejó el periódico para fundar la Escuela de Periodismo de la Universidad de Oregón, que dirigió hasta su muerte en 1944.
William Randolph Hearst se hizo cargo del periódico en 1921, y Hearst Corporation es propietaria del P-I hasta el día de hoy.
En 1936, 35 escritores de P-I y miembros de The Newspaper Guild realizaron una huelga de tres meses contra «despidos arbitrarios y cambios de asignación y otras medidas de 'eficiencia' del periódico». La Hermandad Internacional de Camioneros se unió a la huelga en solidaridad. Roger Simpson y William Ames coescribieron su libro Unionism or Hearst: the Seattle Post-Intelligencer Strike of 1936 sobre el tema.
Anna Roosevelt Halsted, hija de Franklin y Eleanor Roosevelt, comenzó a trabajar como editora de la página de mujeres del P-I después de que su marido, Clarence John Boettiger, asumiera el cargo de editor en 1936. Boettiger dejó Seattle para ingresar al Ejército de los Estados Unidos en abril de 1943, mientras Anna permaneció en el periódico para ayudar a mantener una voz liberal en su dirección. Después de la ausencia de Boettiger, el periódico se volvió cada vez más conservador con el nuevo editor en funciones de Hearst. Anna dejó Seattle en diciembre de 1943 para vivir en la Casa Blanca con su hijo menor, Johnny. Esto puso fin efectivamente a los vínculos de Roosevelt-Boettiger con el P-I.
El 15 de diciembre de 2006, no se imprimieron copias como resultado de un corte de energía causado por las tormentas del noroeste del Pacífico de diciembre de 2006. Era la primera vez en 70 años que se suspendía la publicación.
El 9 de enero de 2009, Hearst Corporation anunció que después de perder dinero en la publicación todos los años desde 2000, Hearst ponía el P-I a la venta. El periódico se pondría en el mercado durante 60 días, y si no se podía encontrar un comprador dentro de ese tiempo, el periódico se convertiría en una publicación exclusiva de Internet con un personal drásticamente reducido o se cerraría por completo. La noticia de la inminente venta del periódico fue dada inicialmente por la estación local KING-TV la noche anterior al anuncio oficial, y fue una sorpresa para el personal del P-I y los propietarios del periódico rival The Seattle Times. Los analistas no esperaban que se encontrara un comprador, en vista de la caída de la circulación en la industria periodística estadounidense y de que otros periódicos en el mercado no se vendieron. Cinco días antes de la fecha límite de 60 días, el P-I informó que Hearst Corporation había dado a varios reporteros de P-I ofertas de trabajo provisionales para una edición en línea del P-I.
El 16 de marzo de 2009, el periódico publicó un titular en su portada, seguido poco después por una breve noticia, que explicaba que la edición del día siguiente sería la última impresa. El editor del periódico, Roger Oglesby, fue citado diciendo que P-I continuaría operando únicamente en línea. A los suscriptores impresos se les transfirieron automáticamente sus suscripciones a The Seattle Times el 18 de marzo.
A 2018, el P-I continúa como un periódico únicamente en línea. En septiembre de 2010, el sitio tenía aproximadamente 2,8 millones de visitantes únicos y 208 000 visitantes por día.

## Acuerdo de operación conjunta
De 1983 a 2009, P-I y The Seattle Times tuvieron un acuerdo operativo conjunto (JOA por sus siglas en inglés) por el cual la publicidad, la producción, la mercadotecnia y la circulación de ambos periódicos estaban a cargo de la empresa The Seattle Times . Mantenían departamentos editoriales y de noticias separados. Los periódicos publicaron una edición dominical combinada, aunque el Times manejó la mayor parte del contenido editorial mientras que el P-I solo proporcionó una pequeña sección editorial/opiniones.
En 2003, el Times intentó cancelar el JOA, citando una cláusula que decía que tres años consecutivos de pérdidas eran causa para cancelar el acuerdo. Hearst no estuvo de acuerdo e inmediatamente presentó una demanda para evitar que el Times cancelara el acuerdo. Hearst argumentó que una cláusula de fuerza mayor impidió al Times reclamar pérdidas en 2000 y 2001 como razón para poner fin a la JOA, porque fueron resultado de eventos extraordinarios (en este caso, una huelga de siete semanas en un periódico).
Cada lado acusó públicamente al otro de intentar sacar a su rival del negocio. El juez de primera instancia concedió una sentencia sumaria a favor de Hearst en la cuestión de fuerza mayor. Pero después de dos apelaciones, la Corte Suprema del Estado de Washington falló a favor del Times el 30 de junio de 2005, sobre la cláusula de fuerza mayor, revocando el fallo del juez del tribunal de primera instancia. Los dos periódicos resolvieron la cuestión el 16 de abril de 2007.
La JOA finalizó en 2009 con el cese de la edición impresa de P-I.

## Premios
El P-I se destacó por su dibujante editorial dos veces ganador del Premio Pulitzer, David Horsey.

## Controversias

### Informe sobre el juez Gary Little
Los informes de investigación sobre el contacto extrajudicial del juez del Tribunal Superior del Condado de King, Gary Little, con acusados juveniles revelaron acusaciones de que Little abusó sexualmente de niños pequeños mientras era profesor en la exclusiva Lakeside School de Seattle entre 1968 y 1971. También reveló contacto inapropiado entre Little y los menores que comparecieron ante él después de convertirse en juez. El 19 de agosto de 1988, después de que el periodista Duff Wilson llamara al juez para informarle que el periódico estaba publicando la historia, Little se pegó un tiro en el juzgado del condado de King. Los debates éticos en torno a la publicación de la historia – y la red de conexiones que protegían a Little – se enseñan en clases de periodismo y condujeron a reformas en la forma en que se disciplina a los jueces en el estado de Washington.

### Informe sobre el sheriff del condado de King
En 2006, el P-I se convirtió en objeto de una denuncia ante el Washington News Council por sus informes sobre la Oficina del Sheriff del condado de King. El grupo de vigilancia de los medios falló en contra del P-I, coincidiendo con la queja de la sheriff Sue Rahr de que el periódico había menospreciado injustamente a la Oficina del Sheriff. El P-I se negó a participar en el procedimiento y optó por dar una respuesta detallada en su sitio web.

## El globo P-I

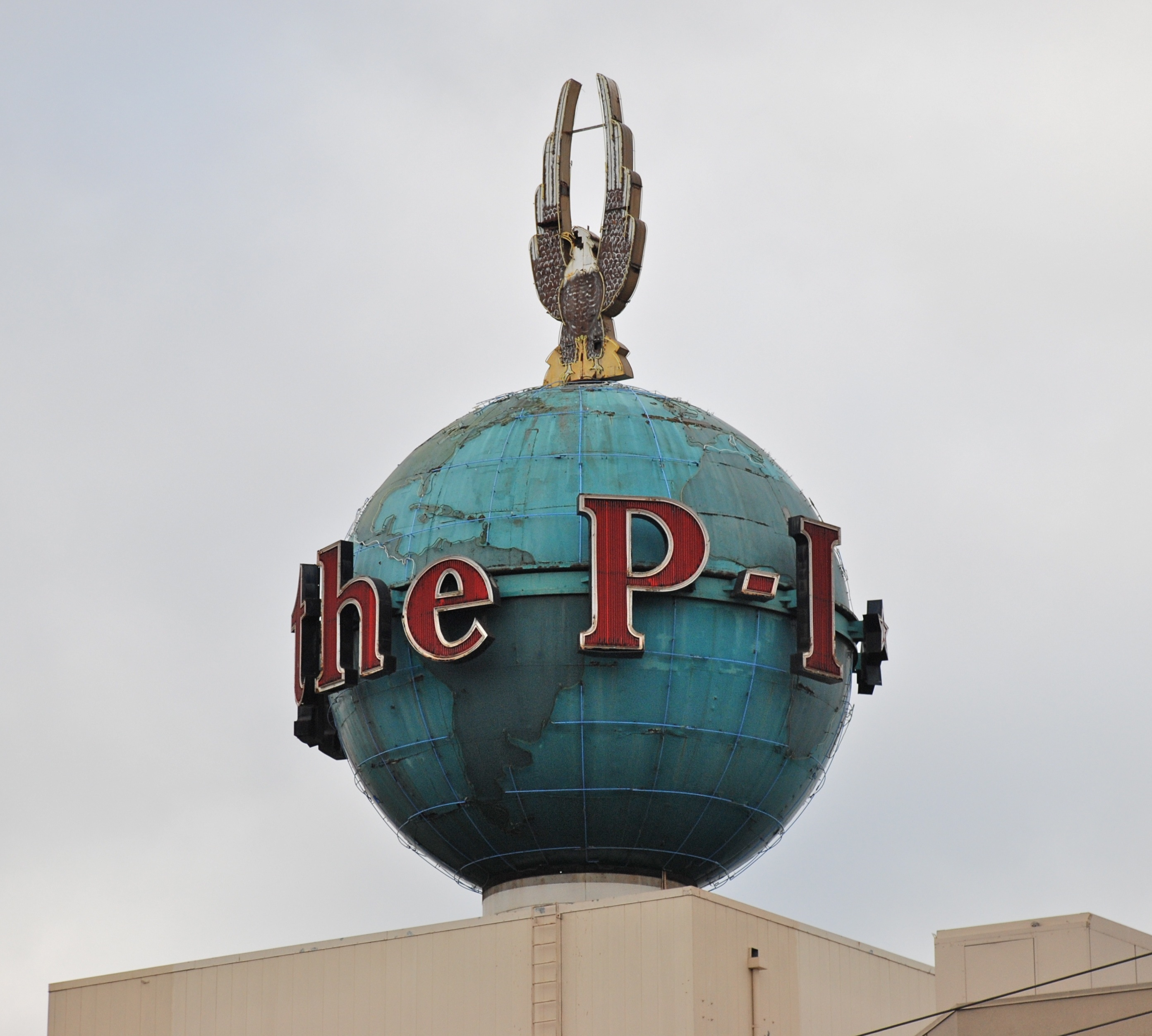
El globo de P-I es un hito oficial de Seattle.

El P-I es conocido por el globo de neón de 30 pies (9,1 m) y 13,5 toneladas de peso en lo alto de su sede en el paseo marítimo de la  Bahía de Elliott, que presenta las palabras It's in the P-I («Está en el P-I») girando alrededor del globo y un águila de 18 pies (5,5 m) posada encima con las alas extendidas hacia arriba. El globo surgió a partir de un concurso de lectores en 1947 para determinar un nuevo símbolo para el periódico. De 350 participantes, el ganador fue Jack (conocido como Jakk) C. Corsaw, un estudiante de arte de la Universidad de Washington. El globo fue fabricado en 1948, y se colocó encima del entonces nuevo edificio de la sede del periódico en la 6ta Avenida y Wall Street (ahora Universidad de la ciudad de Seattle). Cuando el periódico volvió a trasladar su sede en 1986 a su ubicación actual en el paseo marítimo, el globo se trasladó al nuevo edificio. A lo largo de las décadas transcurridas desde su primera instalación, el globo se ha convertido en un hito urbano. Una representación estilizada del globo apareció en la cabecera del periódico en sus últimos años y continúa apareciendo en su sitio web.
En abril de 2012, la Junta de Preservación de Monumentos Históricos de la ciudad lo designó como un hito en Seattle. El alcalde Ed Murray firmó una ordenanza municipal aprobada por el Ayuntamiento de Seattle el 17 de diciembre de 2015 que designaba al mundo como un hito oficial de la ciudad.
En marzo de 2012, el globo fue donado al Museo de Historia e Industria, que planeaba renovarlo y reubicarlo, pero hasta el otoño de 2018, esto no había ocurrido.

## Empleados notables
Entre los empleados notables del PI se encuentran los novelistas E. B. White, Frank Herbert, Tom Robbins, Adam Schefter y Emmett Watson, así como Andrew Schneider, quien ganó dos premios Pulitzer por reportajes especializados y servicio público mientras trabajaba en The Pittsburgh Press.